# Cologno al Serio
Cologno al Serio ist eine italienische Gemeinde (comune) mit 11.105 Einwohnern (Stand 31. Dezember 2023) in der Provinz Bergamo, Region Lombardei.

## Geographie
Cologno al Serio liegt etwa 10 km südlich von Bergamo am nördlichen Rand der Po-Ebene auf der orographisch rechten Seite des Serio. Die Nachbargemeinden sind Brignano Gera d’Adda, Ghisalba, Martinengo, Morengo, Romano di Lombardia, Spirano und Urgnano.

## Söhne und Töchter der Stadt
- Antonio Agliardi (1832–1915), Diplomat des Heiligen Stuhls und Kurienkardinal
- Pierbattista Pizzaballa OFM (* 1965), Franziskaner, ehemaliger Kustos des Heiligen Landes, Lateinischer Patriarch von Jerusalem und Kardinal

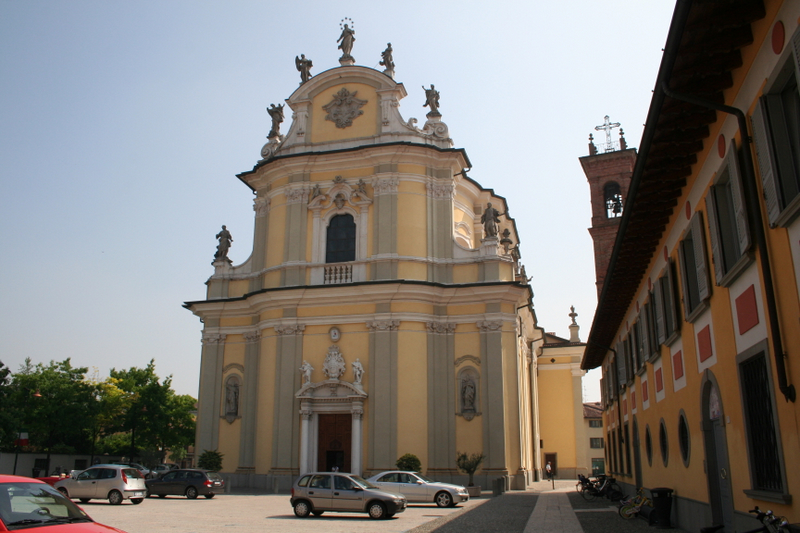
Pfarrkirche Santa Maria Assunta
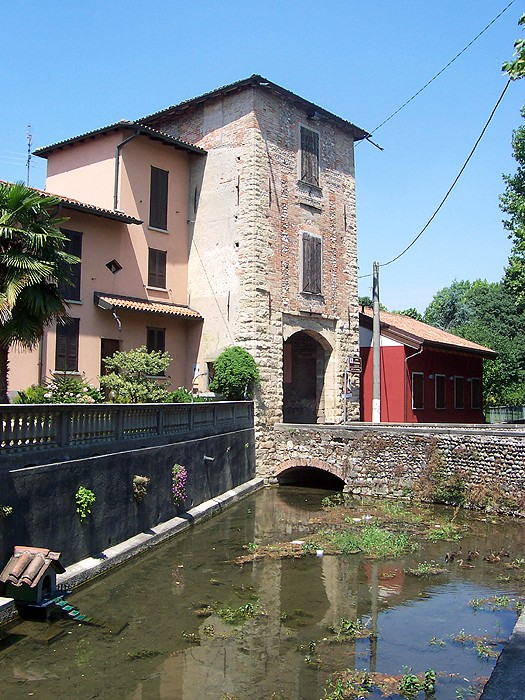
Stadttor Cassatica
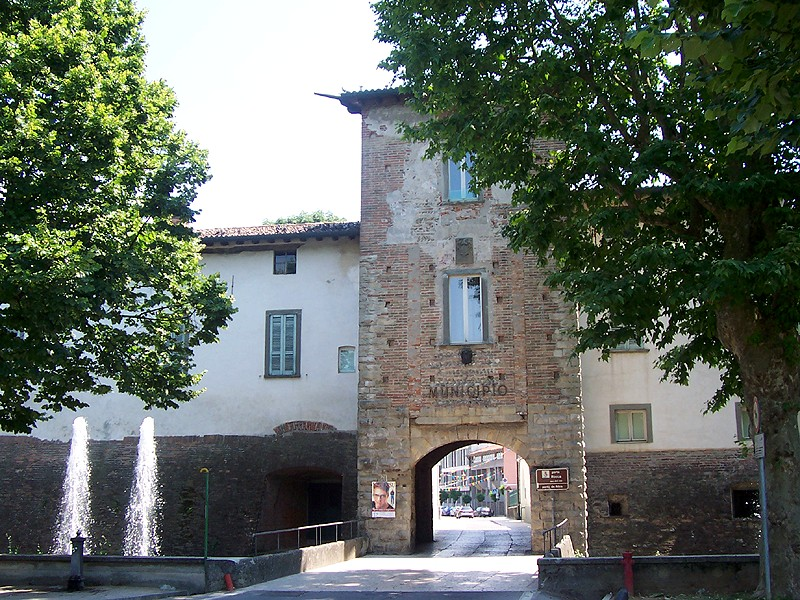
Rathaus
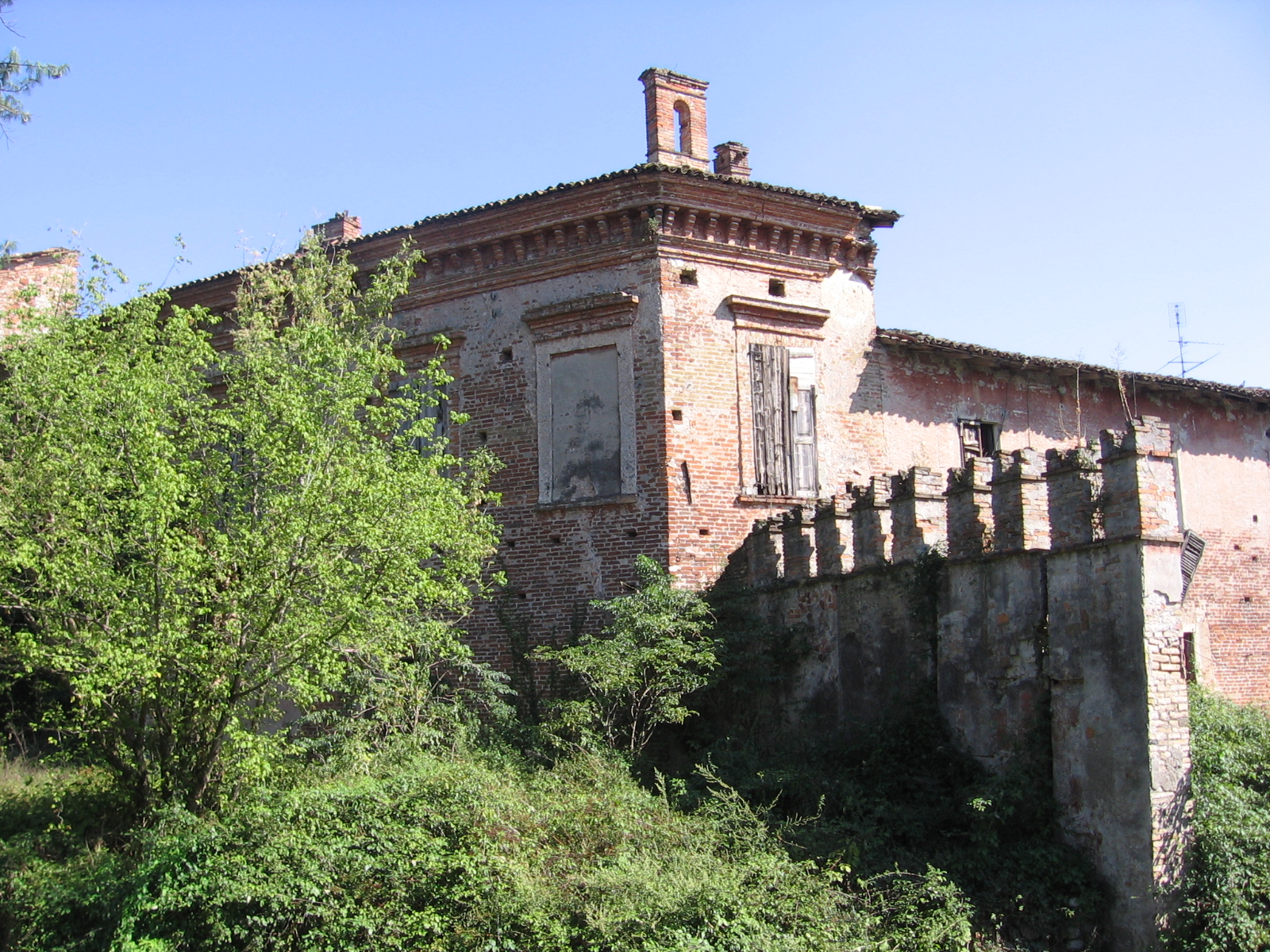
Castel Liteggio